# Jan Kotas
Jan Kotas (ur. 16 sierpnia 1879  w Rzece na Śląsku Cieszyńskim, zm. 8 lutego 1965 w Cieszynie) – polski działacz społeczny i polityczny, doktor praw, adwokat, notariusz, współzałożyciel i działacz Polskiego Towarzystwa Turystycznego, działacz Macierzy Szkolnej w Cieszynie, poseł na Sejm Śląski II, III i IV kadencji.

## Życiorys
Był synem ubogiej góralskiej rodziny Jana i Marii z domu Kotas. Naukę rozpoczął w szkole ludowej w rodzinnej wiosce pod kierunkiem nauczyciela i społecznika Józefa Jońca. To dzięki niemu został uczniem gimnazjum ewangelickiego w Cieszynie. Nie mając środków do życia, kontynuował dalszą naukę w gimnazjum w Bielsku, gdzie miał możliwość dorabiania poprzez udzielania korepetycji. Przy wsparciu dr. Jana Michejdy mógł w 1902 r. rozpocząć studia teologii ewangelickiej na uniwersytecie w Wiedniu. Niedługo potem zmienił kierunek studiów na prawo, uzyskując w 1907 r. stopień doktora praw. Podobnie jak w Bielsku, gdzie udzielał się polskiej organizacji uczniowskiej „Jedność”, w Wiedniu należał do Stowarzyszenia Akademików Polskich „Znicz”. Praktykę zawodową zaliczał w sądach i kancelariach notarialnych kolejno we Frydku, Boguminie, Frysztacie i w Cieszynie, równocześnie dał się poznać jako sumienny działacz społeczny.
Brał udział w założeniu Polskiego Towarzystwa Turystycznego „Beskid Śląski” z siedzibą w Cieszynie. Nie wiadomo, kto pierwszy wpadł na pomysł założenia tej organizacji. W literaturze podawane są dwa nazwiska: Cyryl Ratajski, także prawnik i późniejszy prezydent Poznania, wówczas pracujący w Raciborzu i dr Jan Kotas. Obydwa nazwiska są w tym przypadku równoprawne. Zgodę uzyskano od władz krajowych w Opawie. 10 marca 1910 r. w Cieszynie odbyło się pierwsze zebranie konstytucyjne, a w skład zarządu weszli obaj wymienieni, przy czym Cyryl Ratajski został pierwszym prezesem cieszyńskiego PTT.  Jedną z istotnych potrzeb PTT było wybudowanie polskiego schroniska. Cyryl Ratajski z własnych środków wykupił grunt pod budowę schroniska na Ropiczce nad wioską Rzeki. Kwestowaniem na rzecz inwestycji budowlanej zajął się Jan Kotas, a sam dołożył darowiznę w wysokości 1000 koron. Ostatecznie schronisko zostało poświęcone 6 lipca 1913 r. przez księży obu wyznań ewangelickiego i katolickiego: ks. Emanuela Grima i ks. Karola Kulisza. Wspólnie z ks. Józefem Londzinem, Jan Kotas napisał dodatek do wydanego w języku niemieckim przewodnika Mieczysława Orłowicza i Romana Kordysa „Ilustrowany przewodnik po Galicji” po Śląsku Cieszyńskim (1914).
W 1915 Jan Kotas został zmobilizowany do cesarsko-królewskiej armii Austro-Węgier i brał udział w walkach na frontach I wojny światowej. Po wojnie krótko pracował na terenie Wielkopolski. Wrócił do rodzinnych stron w 1922 r. Przygotował akty prawne związane z budową nowego schroniska na Stożku, wznoszonego w okolicznościach daleko niesprzyjających (ustanowienie granicy państwowej na Stożku, hiperinflacja), a uroczyście otwartego latem 1922 r. W tymże roku Jan Kotas otworzył w Cieszynie własną kancelarię notarialną. Związany z Polskim Stronnictwem Ludowym „Piast”, w 1930 r. przeszedł do Narodowo-Chrześcijańskiego Zjednoczenia Pracy i z jego listy wybrany został na posła do Sejmu Śląskiego kolejnych trzech kadencji (1930–1939). W sejmie zajmował się kwestiami gospodarczymi. Od 1925 r. przewodniczył Serwitutowej Komisji Rewizyjnej w Cieszynie, dwa lata później został kuratorem Związku Spółek Rolniczych w Księstwie Cieszyńskim, w 1933 objął kierownictwo Związku Spółek Szałaśniczych. Z tej tematyki ogłosił szkic historyczny „Szałasy” w II Roczniku PTT ‘Beskid Śląski’ w Cieszynie”. W rękopisie pozostała obszerniejsza praca „Zagadnienia pastwiskowo – szałaśnicze w Beskidzie Śląskim”. Z początkiem lat trzydziestych udzielał się w zarządzie oddziału Polskiego Towarzystwa Tatrzańskiego, w 1930 r. uzyskał jego honorowe członkostwo. Działał również w Zarządzie Głównym Macierzy Szkolnej. W 1937 został członkiem Rady Okręgowej Obozu Zjednoczenia Narodowego na Śląsku. Działalność dr. Kotasa przerwała II wojna światowa. W 1939 r. zdecydował się wyjechać do Lwowa, skąd w okresie okupacji sowieckiej został wywieziony na zsyłkę do Uzbekistanu, a potem Kazachstanu. Tam został zastępcą przewodniczącego Oddziału Związku Patriotów Polskich w Dżambule i kierownikiem Obwodowego Komitetu Polskiej Opieki Społecznej. Pod koniec wojny pracował w biurze poszukiwania rodzin w Moskwie. Wrócił do kraju wiosną 1946 r., przez 12 lat pracował jako notariusz. Ponownie był członkiem PSL i przewodniczącym Cieszyńskiego Koła Prawników Demokratów. Został pochowany  w rodzinnym grobowcu na cmentarzu ewangelickim przy ul. Bielskiej.
Żonaty był z Heleną z Pawliców – siostrą Karola Pawlicy, miał 3 córki (Danutę,  Jolantę i Helenę, małżonkę dr. Stanisława Magi).

## Ordery i odznaczenia
- Krzyż Oficerski Orderu Odrodzenia Polski (10  listopada 1928)[5]